# Putovanje kroz vrijeme
Putovanje kroz vrijeme koncept je kretanja čovjeka ili drugog tijela (objekta) između dvije točke u vremenu na sličan način kao i kretanje između različitih točaka u prostoru uglavnom pomoću fiktivnog postrojenja poznatog kao vremenski stroj. Gibanje može ići (nazad) u prošlosti, ili (naprijed) u budućnosti. To uključuje suspenziju vremena. 
Putovanje kroz vrijeme priznata je kategorija u filozofiji i teorijskoj fizici povezano s kvantnom mehanikom, teorijom struna ili crvotočinama. H.G. Wellsov roman Vremeplov (The Time Machine) iz 1895. godine znatno je pridonio popularizaciji koncepta putovanja kroz vrijeme u javnosti.
Po Stephenu Hawkingu teoretski moguće je samo putovanje u budućnost, jer povratak u prošlost dovodi do vremenskog paradoksa. Putnik iz budućnosti mogao bi sresti samog sebe u prošlosti i nauditi mu, zbog čega bi došlo do urušavanja cijelog svemira.

## Vanjske poveznice
- (engl.) Joel Hunter, Time Travel, iep.utm.edu
- (engl.) Nicholas J.J. Smith, Time Travel, plato.stanford.edu